# Distretto di Algoma
Il distretto di Algoma è un distretto dell'Ontario in Canada, nella regione dell'Ontario nordorientale. Al 2006 contava una popolazione di 117.461 abitanti. Il suo capoluogo è Sault Saint Marie.

## Città
- Elliot Lake